# Every Night I Say a Prayer
"Every Night I Say a Prayer" to piosenka electropopowa stworzona na drugi album studyjny brytyjskiej piosenkarki Little Boots pt. Nocturnes, planowany do wydania w 2013 roku. Wyprodukowany przez samą wokalistkę i członka grupy Hercules and Love Affair, Andy'ego Butlera, utwór wydany został jako drugi singel promujący krążek dnia 21 kwietnia 2012 roku.
Początkowo utwór został zamieszczony na mixtape'ie Into the Future. Piosenka zyskała pozytywne recenzje krytyków muzycznych oraz notowana była na 3. pozycji listy przebojów w Serbii. The Guardian wymienił "Every Night I Say a Prayer" na liście pięciu najlepszych współczesnych piosenek disco.

## Wydanie singla
Singel został wydany na nośniku 12" Winyl w limitowanej edycji 21 kwietnia 2012 roku, celem uczczenia święta Record Store Day - międzynarodowego dnia sklepów płytowych. Dwa dni później utwór wydano darmowo użytkownikom sklepów online w formacie digital download. Piosenka była notowana na liście przebojów singlowych Serbii, gdzie objęła szczytne miejsce trzecie.

## Teledysk
Wideoklip do utworu wyreżyserowała Zaiba Jabbar, jego premiera odbyła się 1 maja 2012 na oficjalnym koncie Little Boots w serwisie YouTube. W klipie wokalistka śpiewa u boku zespołu modnych, ambiwalentnych seksualnie młodych tancerzy. Michael Roffman, redaktor witryny internetowej Consequence of Sound opisał wideoklip jako "miks reklamy Crystal Pepsi w teledysku do 'Right Now' formacji Van Halen z czymkolwiek pokazanym przez Madonnę w okresie promocji jej albumu Erotica".

## Promocja
21 kwietnia 2012 Little Boots wystąpiła z piosenką podczas koncertu w Rough Trade East, prestiżowym sklepie przy ulicy Brick Lane w London Borough of Tower Hamlets. Kontynuując promocję singla, Little Boots i Trax wysłali "Every Night I Say a Prayer" redaktorom Nylonu, magazynu skupiającego się na kulturze masowej i modzie. Ci zamieścili utwór na swojej stronie internetowej.

## Listy utworów i formaty singla
Digital download
1. "Every Night I Say a Prayer" – 3:38
2. "Every Night I Say a Prayer" (Tensnake Remix) – 6:26

12" Winyl
- A1. "Every Night I Say a Prayer" – 3:39
- B1. "Every Night I Say a Prayer" (Tensnake Remix) – 6:26
- B2. "Every Night I Say a Prayer" (Joe Smooth N. Halstead Remix) – 4:35

EP złożone z remiksów
1. "Every Night I Say a Prayer" (Nic Sarno Remix) – 5:26
2. "Every Night I Say a Prayer" (Joe Smooth N. Halstead Remix) – 4:35
3. "Every Night I Say a Prayer" (My Panda Shall Fly Dark Ambient Remix) – 5:52
4. "Every Night I Say a Prayer" (Screamin' D-Man Jukey Juke Remix feat. Screamin' Rachel) – 3:18

## Pozycje na listach przebojów
| Kraj   | Notowanie (2012)       | Wydawca | Najwyższa pozycja |
| ------ | ---------------------- | ------- | ----------------- |
| Serbia | Official Singles Chart | IFPI    | 3                 |